# 1-ша Кубанська козача дивізія (ЗСПР)
1-ша Кубанська козача дивізія — кавалерійське з'єднання в складі Добровольчої армії і ЗСПР.

## Перше формування
Сформована 5 (18) травня 1918 як 1-ша Кубанська козача бригада в складі 2-го і 3-го Зведених Кубанських кінних полків і взводу артилерії (2 гармати).
Під час Другого Кубанського походу 24 липня (7 серпня) розгорнута в дивізію в такому складі:
- 2-й і 3-й Зведені Кубанські кінні полки
- 2-й Уманський кінний полк
- 2-й Запорізький кінний полк
- 1-й Кубанський кінний полк
- 1-й і 2-й Хоперський кінні полки
- 2-й і 6-й Кубанські пластунські батальйони
- 1-й і 4-й Кубанські кінно-артилерійські дивізіони
- 3-тя кінна Кубанська батарея
- 1-ша кінно-гірська Кубанська батарея

У липні — серпні 1918 включала 2-й Уманський, Запорізький, Катеринодарський і Лінійний полки. 29 липня (12 серпня) 1919 2-й Уманський полк переданий до 4-ї Кубанської козацької дивізії.
До вересня 1918 року в дивізії налічувалося 2986 шашок, 8 гармат і 12 кулеметів. У листопаді 1918 року вона увійшла в 1-й армійський корпус генерала Б. Казановича, в складі якого брала участь в боях на Північному Кавказі. Після створення Кавказької Добровольчої армії увійшла до 1-й кінного корпусу, в складі якого брала участь в розгромі 11-й і 12-й червоних армій. 
Після закінчення кампанії на Північному Кавказі в лютому була перекинута на Луганське напрямок, де до кінця квітня брала участь в боях з частинами 13-ї і 8-ї армій радянського Південного фронту. В кінці квітня 1919 року перекинута на річку Манич, де взяла участь у розгромі 10-ї армії. 
У травні 1919 — січні 1920 діяла на Царицинському напрямку. До 5 (18) жовтня 1919 (тимчасово, без 2-го Чорноморського полку, який перебував у 2-му Кубанському корпусі) налічувала 741 багнетів, 584 шаблі, 40 кулеметів і 4 гармати .
Восени 1919 до складу дивізії входили : 
- 2-й і 3-й Зведені Кубанські козацькі полки
- 2-й Чорноморський Кубанського козачого війська полк
- 2-й Лінійний Кубанського козачого війська полк
- Кубанський гвардійський козачий дивізіон
- стрілецький полк (з 1 (14) березня 1919; 741 багнетів, 20 кулеметів)
- 1-й Кубанський козачий кінно-артилерійський дивізіон (1-я (4 гармати) і 4-я (на укомплектуванні) Кубанські козацькі кінні батареї)

25 (7 листопада) жовтня в дивізію увійшов 1-й Таманський полк. З 11 (24) листопада 1919 включена до складу 4-го кінного корпусу. Розформована наказом від 6 (19) травня 1920  . 

### Начальники
- генерал-майор Віктор Покровський - 5 (18) травня 1918 - 9 (22) січня 1919
- генерал-майор Володимир Крижанівський - 9 (22) січня - восени 1919

### Начальники штабу
- підполковник Юрій Сербин — з 24 липня (6 серпня) 1918
- полковник Ігор Ребдев — з листопада 1918

### Командири бригад
1-ша:
- полковник Володимир Крижанівський — до 9 (22) січня 1919)
- полковник Захаров

2-га: 
- генерал-майор Володимир Стопчанский
- полковник Дмитро Галушка - 31 жовтня (13 листопада) 1918 - 12 (25) січня 1919
- полковник Володимир Мальований - 12 (25) січня - 6 (19) грудня 1919
- полковник Тит Остроухов - з 6 (19) грудня 1919

3-тя: 
- полковник Тит Остроухов - 1 (14) жовтня 1918 - червень 1919

## Друге формування
Для дії в складі Групи військ особливого призначення, призначеної для висадки на Кубань, із Кубанської козачої дивізії наказом від 7 (20) червня 1920 була сформована 1-я Кубанська козача дивізія в складі  : 
- Партизанський козачий полк
- Уманський козачий полк
- Запорізький козачий полк
- Корніловський кінний полк
- 2-й кінно-артилерійський дивізіон
- запасний полк

Після невдачі Кубанського десанту 4 (17) вересня увійшла до Кінного корпусу в такому складі: 
- Корніловський кінний полк
- 1-й Лабінський козачий полк
- 1-й Лінійний козачий полк
- 1-й Уманський козачий полк
- Кубанський зведений дивізіон
- 1-я Кубанська козача кінна батарея
- 2-й кінно-артилерійський дивізіон

В кінці жовтня 1920 налічувала понад 1000 шабель. У листопаді увійшла в Кубанський корпус. 
Після евакуації з Криму перейменовано в 1-шу Кубанську кінну дивізію, до складу якої увійшли: 
- 1-й, 2-й і 3-й Кубанські кінні полки
- Горський кінний дивізіон
- 1-й кінно-артилерійський дивізіон